# 7. etape af Vuelta a España 2009
| Stillingen efter 7. etape |                          |           |
| Placering                 | Rytter                   | Tid/point |
| Etapevinder               | Fabian Cancellara (SAX)  | 36.41     |
| 2. plads                  | David Millar (GRM)       | + 0.32    |
| 3. plads                  | Bert Grabsch (THR)       | + 0.36    |
| 4. plads                  | David Herrero (KGZ)      | + 0.40    |
| 5. plads                  | Vasil Kiryjenka (GCE)    | + 0.46    |
| 35. plads                 | Jakob Fuglsang (SAX)     | + 1.43    |
| 108. plads                | Matti Breschel (SAX)     | + 3.31    |
| Førertrøje                | Fabian Cancellara (SAX)  | 24:58.12  |
| 2. plads                  | Tom Boonen (QST)         | + 0.51    |
| 3. plads                  | David Herrero (KGZ)      | + 0.59    |
| 4. plads                  | Daniele Bennati (LIQ)    | + 1.03    |
| 5. plads                  | Vasil Kiryjenka (GCE)    | + 1.08    |
| Pointtrøje                | André Greipel (THR)      | 84 p.     |
| 2. plads                  | Tom Boonen (QST)         | 75 p.     |
| 3. plads                  | Tyler Farrar (GRM)       | 67 p.     |
| Bjergtrøje                | José Antonio López (ACA) | 20 p.     |
| 2. plads                  | Aitor Hernández (EUS)    | 10 p.     |
| 3. plads                  | Lars Boom (RAB)          | 9 p.      |
| Kombinationstrøje         | Dominik Roels (MRM)      | 98 p.     |
| 2. plads                  | Serafín Martínez (KGZ)   | 106 p.    |
| 3. plads                  | Lars Boom (RAB)          | 180 p.    |
| Holdkonkurrence           | Garmin-Slipstream        | 74:58.23  |
| 2. plads                  | Caisse d'Epargne         | + 0.17    |
| 3. plads                  | Columbia-HTC             | + 0.30    |

Syvende etape af Vuelta a España 2009 blev kørt d. 5. september 2009. Etapen var en enkeltstart og blev arrangeret i Valencia. Dette var etapen hvor klassementfavoritterne skulle køre sig op i den samlede stilling efter flere korte etaper hvor sprinterne havde domineret på både etaperne og i trøjebeholdningen. Den markerede også skillet mellem de mange flade etaper og de næste etaper som var klassificeret som bjergetaper. Som altid var Fabian Cancellara den store favorit til etapesejren. Den dobbelte verdensmester i enkeltstart startede femte sidst og havde fordelen af at køre mod tiderne til konkurrenterne. Denne fordel havde schweizeren muligvis ikke mest brug for, da Team Saxo Bank-rytteren knuste konkurrenterne nok en gang og vandt etapen over et halvt minut foran David Millar. Cancellara tilbagetog også føringen i den samlede stilling.
- Etape: 7
- Dato: 5. september
- Længde: 30 km
- Gennemsnitshastighed: 49,1 km/t

## Pointspurt

### Mål (Valencia)
Efter 30 km
| Plads | Rytter                    | Point |
| ----- | ------------------------- | ----- |
| 1.    | Fabian Cancellara (SAX)   | 25    |
| 2.    | David Millar (GRM)        | 20    |
| 3.    | Bert Grabsch (THR)        | 16    |
| 4.    | David Herrero (KGZ)       | 14    |
| 5.    | Vasil Kiryjenka (GCE)     | 12    |
| 6.    | Samuel Sánchez (EUS)      | 10    |
| 7.    | Tom Danielson (GRM)       | 9     |
| 8.    | Christophe Riblon (ALM)   | 8     |
| 9.    | Lars Boom (RAB)           | 7     |
| 10.   | Cadel Evans (SIL)         | 6     |
| 11.   | Tom Boonen (QST)          | 5     |
| 12.   | Jesús del Nero (FUJ)      | 4     |
| 13.   | Alejandro Valverde (GCE)  | 3     |
| 14.   | Gustavo César (KGZ)       | 2     |
| 15.   | Aleksandr Vinokurov (AST) | 1     |

## Resultatliste
|    | Navn                | Land           | Hold              | Tid    |
| -- | ------------------- | -------------- | ----------------- | ------ |
| 1  | Fabian Cancellara   | Schweiz        | Team Saxo Bank    | 36.41  |
| 2  | David Millar        | Storbritannien | Garmin-Slipstream | + 0.32 |
| 3  | Bert Grabsch        | Tyskland       | Team Columbia-HTC | + 0.36 |
| 4  | David Herrero       | Spanien        | Xacobeo-Galicia   | + 0.40 |
| 5  | Vasil Kiryjenka     | Hviderusland   | Caisse d'Epargne  | + 0.46 |
| 6  | Samuel Sánchez      | Spanien        | Euskaltel-Euskadi | + 0.47 |
| 7  | Tom Danielson       | USA            | Garmin-Slipstream | + 0.50 |
| 8  | Christophe Riblon   | Frankrig       | Ag2r-La Mondiale  | + 0.53 |
| 9  | Lars Boom           | Holland        | Rabobank          | + 0.59 |
| 10 | Cadel Evans         | Australien     | Silence-Lotto     | + 1.02 |
| 11 | Tom Boonen          | Belgien        | Quick Step        | + 1.03 |
| 12 | Jesús del Nero      | Spanien        | Fuji-Servetto     | + 1.04 |
| 13 | Alejandro Valverde  | Spanien        | Caisse d'Epargne  | + 1.05 |
| 14 | Gustavo César       | Spanien        | Xacobeo-Galicia   | + 1.09 |
| 15 | Aleksandr Vinokurov | Kasakhstan     | Astana Pro Team   | + 1.12 |